# Peter de Vries (schaatser)
Peter de Vries (Heerenveen, 6 oktober 1967) is een Nederlands voormalig marathonschaatser en huidig ploegleider. 

## Carrière

### Marathonschaatser
De Vries heeft achttien jaar op het hoogste niveau marathons geschaatst en heeft in deze jaren vele prijzen gewonnen. In 1995 kreeg hij de Willem Poelstra Trofee, een prijs die aan het einde van het seizoen wordt uitgereikt aan de meest talentvolle marathonschaatser.
Een dieptepunt in zijn sportieve carrière was een valpartij tijdens de Elfstedentocht van 1997, waarna hij uitviel met een gebroken schouderblad.
De beginnende carrière van De Vries werd in 1987 afgebroken door een ernstig ongeval. Een gebroken kuitbeen en een verbrijzeld scheenbeen zorgden voor een revalidatie van 2,5 jaar. Hij heeft nadien de Alternatieve Elfstedentocht op de Weissensee tweemaal gewonnen (in 1996 en 1998) en werd in 2004 in Oostenrijk Nederlands kampioen op natuurijs (over 100 km). Ook heeft hij de KNSB Cup (marathonschaatsen Essent Cup) gewonnen in het seizoen 1997/1998. De Vries won dertien keer een marathonwedstrijd op kunstijs in de hoogste landelijke competitie. In 2004 is hij tot eerste sportman van het jaar van de gemeente Heerenveen verkozen.

### Ploegleider
Na zijn laatste seizoen als schaatser werd De Vries in 2008 coach en ploegleider bij zijn marathonploeg (en werkgever) DSB Bank, die een jaar later verder ging als AMI Kappers Schaatsteam. In 2011 begon hij met zijn vrouw een schoenenwinkel in Heerenveen. In 2016 keerde hij terug als ploegleider bij Schaatsteam Okay Fashion & Jeans. Vanaf het seizoen 2020/21 werkt hij voor de marathonploeg van Jumbo-Visma.

## Marathon

### Belangrijkste overwinningen
1996
Alternatieve Elfstedentocht Weissensee
1998
Alternatieve Elfstedentocht Weissensee
KNSB Cup
2004
Open NK marathon op natuurijs

### Top 3-uitslagen
2002
2e Jaap Eden Trofee Essent Cup 1 Amsterdam
3e  Greenery Six dag 2 Groningen
3e Marathon op Natuurijs Veenoord
3e Essent Cup 16 Amsterdam
2003
3e Essent Cup 1 Amsterdam
2e Essent Cup 14 Heerenveen
2e Essent Cup 18 Assen
2004
1e Essent Cup 3 Eindhoven
2006
1e Essent Cup 15 Amsterdam

## Langebaan

### Persoonlijke records
| Afstand      | Tijd     | Datum            | Baan    |
| ------------ | -------- | ---------------- | ------- |
| 500 meter    | 40,54    | 7 februari 1997  | Baselga |
| 1000 meter   | 1.25,40  | 23 november 1986 | Thialf  |
| 1500 meter   | 2.01,87  | 2 maart 1992     | Thialf  |
| 3000 meter   | 4.12,69  | 1 maart 1992     | Thialf  |
| 5000 meter   | 7.09,41  | 21 oktober 2002  | Thialf  |
| 10.000 meter | 15.21,90 | 2 maart 1987     | Thialf  |

## Biografie
- Bram Buruma, Doorgaan! Peter de Vries over schaatsen en opstaan, Media Collectief, Sneek, 2008.